# Stsぶっつけ本番
『stsぶっつけ本番』（エスティーエスぶっつけほんばん）は、1994年頃から1998年頃まで
、サガテレビ（sts）で放送されていたローカル番組である。毎日20:54（JST）から放送され、『stsニュース』の終了直後やCM枠で放送された。

## 番組内容
サガテレビ（sts）の「視聴者参加も兼ねた番宣番組」として放送された。
毎日、日替わりで一般視聴者が出演し、視聴者自身の好きなことや日常のことを話し、そして毎回必ずその視聴者が好きな番組としてstsで放送されている番組が紹介され、その番組名と放送時間のテロップが表示された。出演した視聴者に挙げられていた番組はゴールデンタイムに放送されていた番組が主であり、それ以外の時間帯に放送されていた番組では、『ちびまる子ちゃん』や『ポケットモンスター』などのアニメ番組が挙げられていた。
また、佐賀県内のAMラジオ局であるNBCラジオ佐賀のラジオカーリポーター「スキッピー」が出演したこともある。
BGMに木原慶吾の「ぶっつけ!ロックンロール!!」が使われ、最後はじゃんけんで締めていた。
放送当時本番組は、新聞のテレビ欄に番組名が掲載されなかったが、以後の同コンセプトの番組『ばんせん』や『Go!Go!ミランバくん』では、時間帯によっては掲載なしの場合があるものの、基本的に番組名が掲載されている。